# Neolitsea sericea
Neolitsea sericea es una especie de árbol de la familia Lauraceae. Se encuentra en China, Taiwán (isla Orquídea, isla Verde), Corea del Sur y Japón. Su hábitat natural se encuentra en los márgenes y laderas de los bosques, y a menudo se encuentra en bosques secundarios bien desarrollados.

## Galería

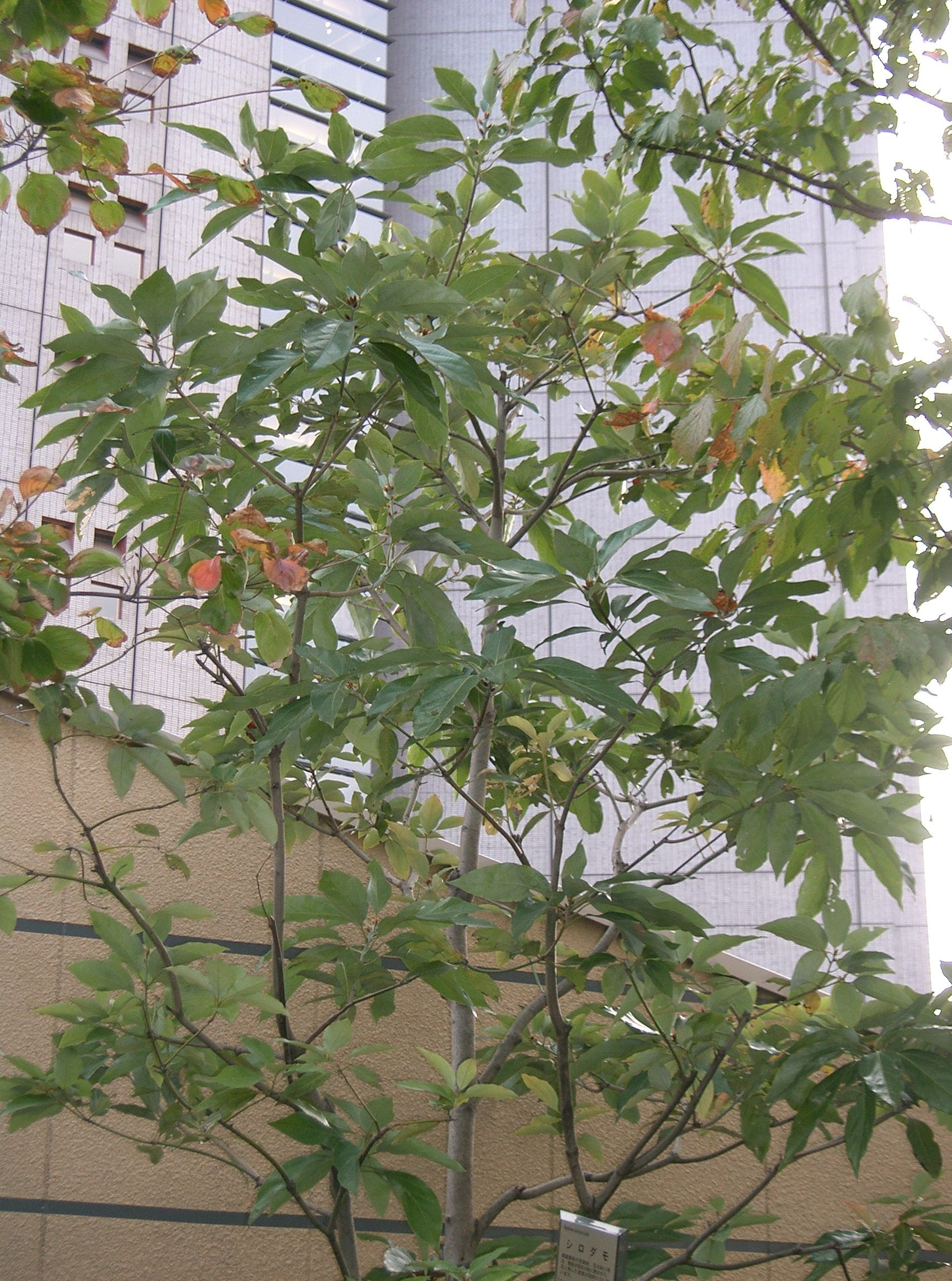
N. sericea
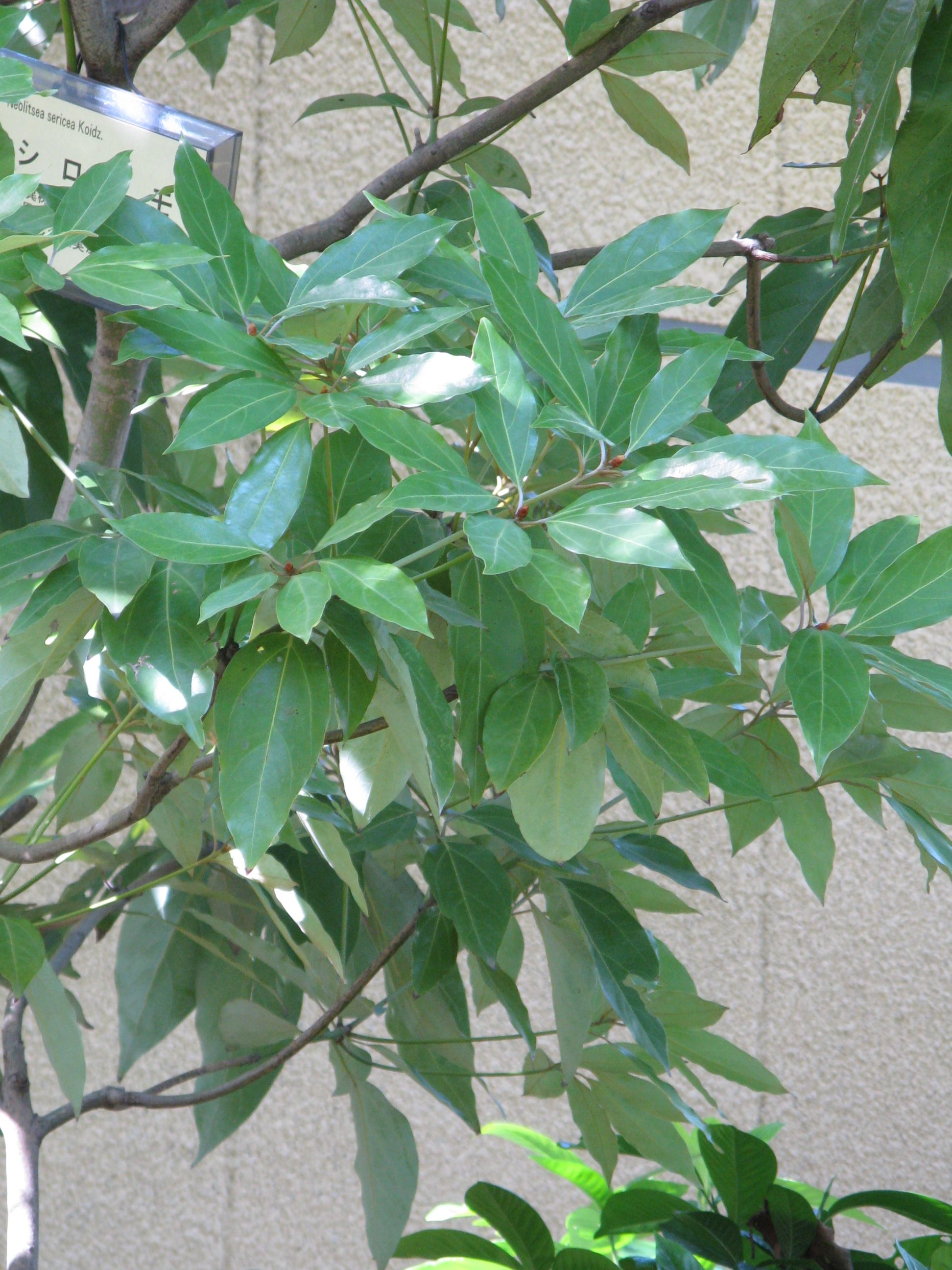
N. sericea